# Panorpa rufa
Panorpa rufa är en näbbsländeart som beskrevs av Gray 1832. Panorpa rufa ingår i släktet Panorpa och familjen skorpionsländor. Inga underarter finns listade i Catalogue of Life.